# اچ‌ام‌اس سوپرب (۱۷۹۸)
اچ‌ام‌اس سوپرب (۱۷۹۸) (به انگلیسی: HMS Superb (1798)) یک کشتی بود که طول آن ۱۸۲ فوت ۲ اینچ (۵۵٫۵۲ متر) بود. این کشتی در سال ۱۷۹۸ ساخته شد.